# Dél-Korea Munkapártja
A Dél-koreai Munkapárt (hangul: 남조선로동당, handzsa: 南朝鮮勞動黨, RR: Namjoseon Rodongdang) 1946 novembere és 1949 júniusa között létezett szélsőbaloldali párt, ami a Dél-koreai Új Néppártból, a Dél-koreai Kommunista Pártból, és a Koreai Néppárt tömörüléséből alakult meg. Megszűnésekor egyesült Észak-Korea Munkapártjával, így létrejött a Koreai Munkapárt.

## Fordítás
- Ez a szócikk részben vagy egészben  a   Workers' Party of South Korea című angol Wikipédia-szócikk fordításán alapul.  Az eredeti cikk szerkesztőit annak laptörténete sorolja fel. Ez a jelzés csupán a megfogalmazás eredetét és a szerzői jogokat jelzi, nem szolgál a cikkben szereplő információk forrásmegjelöléseként.